# Ippitoides uniformis
Ippitoides uniformis är en skalbaggsart som beskrevs av Dillon 1959. Ippitoides uniformis ingår i släktet Ippitoides och familjen långhorningar. Inga underarter finns listade i Catalogue of Life.